# NGC 3296
NGC 3296 = IC 618 ist eine elliptische Galaxie vom Hubble-Typ E0 im Sternbild Hydra südlich des Himmelsäquators. Sie ist schätzungsweise 384 Millionen Lichtjahre von der Milchstraße entfernt und hat einen Durchmesser von etwa 75.000 Lj.
Im selben Himmelsareal befinden sich u. a. die Galaxien NGC 3280, NGC 3295, NGC 3297, IC 617.
Das Objekt wurde am 26. Februar 1886 vom US-amerikanischen Astronomen Francis Leavenworth entdeckt.